# 中山道 落合の石畳
中山道 落合の石畳（なかせんどう おちあいのいしだたみ）は、岐阜県中津川市にある中山道の馬籠宿と落合宿との間に、江戸時代に造られた道である。鬱蒼とした森林の中に当時の街道の雰囲気が残っており、人気のハイキングコースとなっている。

## 概要
- かつての信濃国木曽の馬籠宿から美濃国の落合宿に至る途中の、十曲峠（つづらおれとうげ）の急な坂道を大雨から守るために自然石を敷き詰めて造られた。
- 明治になり荷車の往来に不都合なため一部が取り払われたが、1988年（昭和63年）から2005年（平成7年）の間に、旧状を留める3か所を含む約800mの区間において埋まっていたものを掘りおこし、石を敷き詰め復元した。
- このうち70.8mは、岐阜県の史跡に指定されている。
- 2005年（平成17年）2月に、中津川市が周辺の町村を合併した際の記念事業により、落合石畳遊歩道（新茶屋遊歩道）として、岐阜県からの補助金を受け120m分を特殊舗装による整備を行った。

## 交通
- JR東海中央本線落合川駅から徒歩。
- 中央自動車道中津川インターチェンジから国道19号で長野方面へ